# Nanna magna
Nanna magna är en fjärilsart som beskrevs av Birket-smith 1965. Nanna magna ingår i släktet Nanna och familjen björnspinnare. Inga underarter finns listade i Catalogue of Life.